# 1. FC Bitterfeld-Wolfen
Der 1. FC Bitterfeld-Wolfen (früher VfL Eintracht Bitterfeld) ist ein Fußballverein in der Stadt Bitterfeld-Wolfen in Sachsen-Anhalt. Er stellt drei Männermannschaften sowie acht Nachwuchsteams aller Altersklassen.

## Geschichte

### Strukturentwicklung

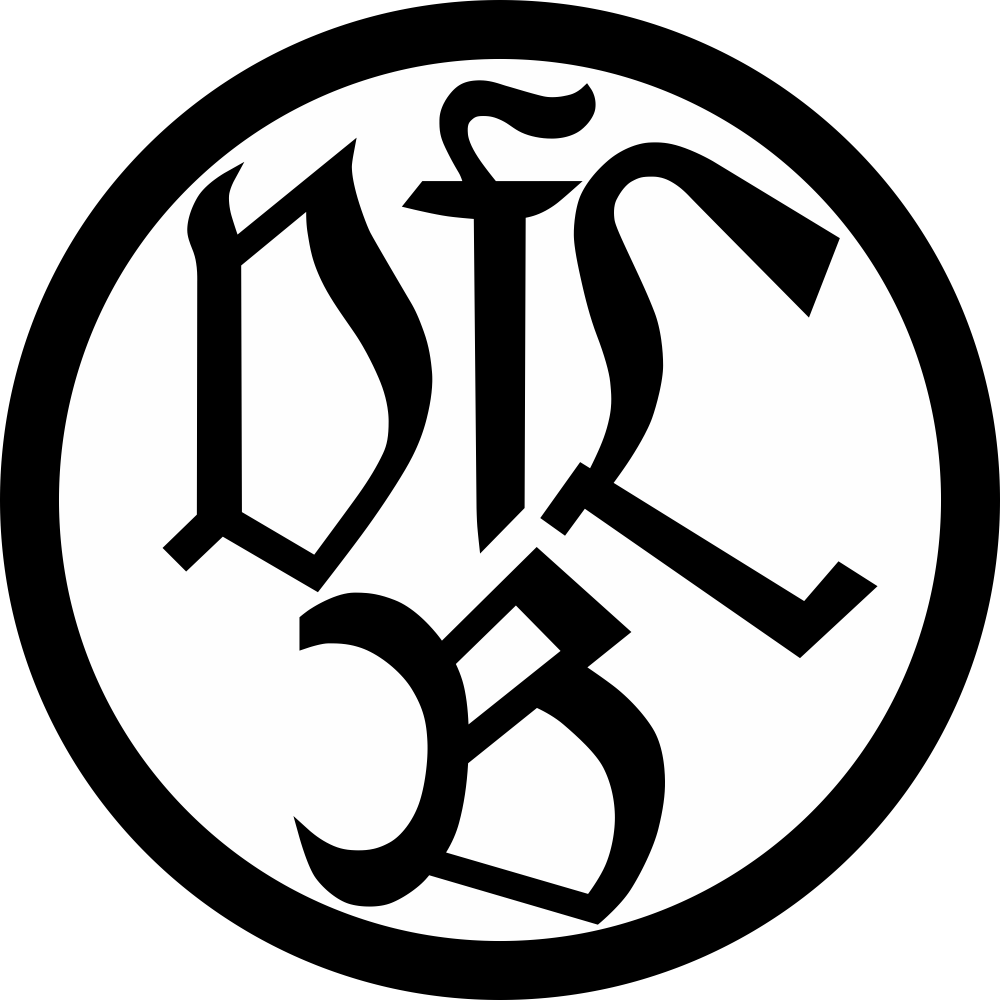
Historisches Logo des VfL 1911 Bitterfeld.

Die Geschichte des 1. FC Bitterfeld-Wolfen beginnt mit der Gründung des „Verein für Bewegungsspiele Bitterfeld“  im Mai 1911. Noch im gleichen Jahr fand eine Fusion mit der Fußballabteilung von Phönix Bitterfeld zum VfL Bitterfeld statt. Bis zum Beginn des Ersten Weltkriegs stieg die Zahl der Mitglieder auf über 100. 1920 schloss sich der Turnverein 1848 dem VfL an, sodass sich die Mitgliederzahl auf mehr als 500 erhöhte. Vereinsmitglieder, Anhänger und Sponsoren ermöglichten den Ankauf eines Grundstücks, auf dem 1925 die vereinseigene Sportanlage eingeweiht werden konnte. 
Nach dem Zweiten Weltkrieg löste die sowjetische Besatzungsmacht alle Sportvereine auf und gestattete Sportwettkämpfe mit locker organisierten Sportgemeinschaften nur auf enger lokaler Ebene. Eine solche Sportgemeinschaft mit Namen „Eintracht“ entstand auch in Bitterfeld. Sie wurde nach Einführung der ostdeutschen Betriebssportgemeinschaften (BSG) 1948 vom Elektrochemischen Kombinat Bitterfeld übernommen und in die BSG Kombinat Bitterfeld umfunktioniert. Nach Gründung der zentralen Sportvereinigung Chemie für den Bereich der BSG-Trägerbetriebe der Chemieindustrie wurde die BSG 1951 in Chemie Bitterfeld umbenannt. Nach den sportpolitischen Vorgaben richtete die BSG Chemie mehrere Sportsektionen unter anderem für Fußball, Schwimmen, Fechten, Kegeln, Kanu und Segeln ein. 
Nach dem Zusammenbruch des Systems der Betriebssportgemeinschaften infolge der wirtschaftlichen Veränderungen nach der deutschen Wiedervereinigung löste sich die BSG Chemie Bitterfeld in mehrere Einzelvereine auf. Später fusionierten einige Vereine wieder, und so entstand z. B. über den Zusammenschluss von SG Chemie und FC Blau Weiß Bitterfeld 1991 zunächst  der FC Blau Weiß / Chemie Bitterfeld. Dieser wiederum fusionierte 1992 mit dem VfL Einheit Bitterfeld zum VfL Eintracht Bitterfeld. Den Namen „Eintracht“ hatte man von der gleichnamigen Sportgemeinschaft der 1940/50er Jahre übernommen. Im Juli 2012 erfolgte die Umbenennung in 1. FC Bitterfeld-Wolfen.

### Entwicklung des Fußballsports
Der Bitterfelder Fußball war in den 1930er Jahren am erfolgreichsten, als der VfL Bitterfeld zwischen 1933 und 1935 in der Gauliga Mitte, einer der damals 16 höchsten Fußballklassen, spielte. Der Neuanfang nach dem Zweiten Weltkrieg begann auf Kreis- und Landesebene, 1950 verpasste die BSG Kombinat mit einem 8. Platz in der Landesliga Süd Sachsen-Anhalt den Aufstieg in die neu geschaffene zweitklassige DDR-Liga. Am Ende der Saison 1951/52 erreichte die BSG Chemie Rang 7 in der Landesliga und qualifizierte sich damit für die neue drittklassige Bezirksliga Halle. Die Juniorenmannschaft gewann nach einem 2:1-Sieg über Turbine Erfurt die DDR-Meisterschaft. 
Die 1. Männermannschaft erreichte zwischen 1953 und 1954 dreimal Platz 2 in der Bezirksliga, 1957 wurde sie Bezirksmeister und stieg in die zu dieser Zeit drittklassige II. DDR-Liga auf. In derselben Saison starteten die Chemiker einen Siegeslauf durch den DDR-Pokal-Wettbewerb. Sie schalteten die beiden Oberligisten (höchste DDR-Spielklasse) SC Chemie Halle und SC Turbine Erfurt aus und kamen dadurch in das Viertelfinale. Hier trafen sie auf den Oberligisten SC Lok Leipzig, dem sie zunächst in Leipzig nach Verlängerung ein 1:1-Unentschieden abtrotzten, dann aber zuhause mit 0:3 unterlagen. In der II. DDR-Liga kam die Mannschaft in ihrer ersten Spielzeit auf einen hervorragenden zweiten Platz in ihrer Staffel und konnte danach jeweils den Klassenerhalt sichern, ehe 1963 die II. Liga aufgelöst wurde und die Abschlussplatzierung Rang 6 die Rückkehr in die Bezirksliga bedeutete. Abgesehen von einem einjährigen Zwischenspiel in der viertklassigen Bezirksklasse (1966/67) spielte die BSG Chemie bis 1975 in der Bezirksliga. Danach musste die Mannschaft nach einem 14. und drittletzten Platz erneut in die Bezirksklasse absteigen, konnte zwar umgehend wieder aufsteigen, stieg aber sofort wieder ab und verblieb damit bis 1988 viertklassig. Die letzten beiden Jahre des DDR-Fußballs blieb Chemie Bitterfeld in der Bezirksliga. 
Platz 11 in der letzten DDR-Bezirksliga-Saison 1989/90 bedeutete Einstufung in die neue Bezirksliga Sachsen-Anhalt. Weder die SG Chemie noch deren Nachfolger bis zum VfL Eintracht erreichten danach Verbandsliganiveau. Bis 2005 spielte der VfL einige Jahre in der damals sechstklassigen Landesliga Sachsen-Anhalt, danach in der Landesklasse, die seit 2008 nur noch die 8. Liga ist. In der Saison 2008/09 schaffte der VfL Eintracht Bitterfeld erneut den Aufstieg in die Landesliga. Nach gutem Start in die Spielzeit 2009/2010 kam es jedoch dazu, dass Bitterfeld in der Rückrunde einbrach und bis zum letzten Spieltag den Klassenerhalt verspielte. Die Saison 2010/2011 in der Landesklasse schloss die Mannschaft mit dem ersten Platz ab, wodurch ein unmittelbarer Wiederaufstieg in die Landesliga ermöglicht wurde.

#### Statistik
- Ligenübersicht
  - Gauliga Mitte (1. Liga): 1933–1935
  - Landesklasse/Liga Sachsen-Anhalt (2.): 1949–1952
  - II. DDR-Liga (3.): 1958–1963
  - Bezirksliga Halle (3./4.): 1963–1966, 1967–1975, 1966/67, 1988–1990
  - Bezirksklasse Halle (4.): 1966/67, 1977–1988
  - Bezirksliga/Landesklasse Sachsen-Anhalt (7.): 1991 ff
  - Verbandsliga Sachsen-Anhalt (6.): 2013–2016
  - Landesliga Sachsen-Anhalt (6./7.): 2003–2005, 2009/10, 2011–2013
  - Landesklasse Sachsen-Anhalt (7./8.): 2005–2009, 2010/11

- Teilnahme am DDR-weiten FDGB-Pokal-Wettbewerb
  - 1956: 3 Runden
  - 1957: 6 Runden (bis ins Viertelfinale)
  - 1959, 1962, 1964, 1971: 1 Runde
  - 1960, 1961, 1963: 2 Runden

## Sportanlage
Dem Verein steht das städtische „Fritz-Heinrich-Stadion“ im Sportpark Süd im Süden Bitterfelds zur Verfügung. Es wurde 1931 als „Städtisches Stadion“ eingeweiht. Im Jahre 1949 erhielt der Kreissportausschuss Bitterfeld 80.000 DM zur Instandsetzung des Bitterfelder Stadions, das 1945 von den amerikanischen Besatzungstruppen zerfahren und mit Sprengkörper kontaminiert wurde. Im Jahre 1950 erhielt das neu gestaltete und erweiterte Stadion den Namen des Arbeitersportlers Fritz Heinrich, der im Jahre 1933 von den Nazis ermordet wurde. 1952 wurde die Anlage in „Stadion der Chemiearbeiter“ umbenannt. In den 1970er Jahren fielen Teile der Sportanlage dem Braunkohlenabbau zum Opfer. Mit Stand von 2008 verfügt das Stadion über einen Rasenplatz mit Leichtathletikanlagen und ist mit Flutlicht ausgestattet. Es bietet Platz für 2000 Zuschauer, für die allerdings nur Stehplätze zur Verfügung stehen. Neben dem Hauptplatz befindet sich ein Kunstrasenplatz, der vor allem für den Trainingsbetrieb und für Ligaspiele der Reservemannschaft genutzt wird. Dieser ist zugleich Hauptplatz des zweiten Bitterfelder Vereins Sportfreunde Goitzsche.
Das Jahnstadion ist die aktuelle Spielstätte des 1. FC Bitterfeld-Wolfen. Es bietet eine Kapazität von 5000 Plätzen, wovon 1200 überdacht sind. Das Stadion beinhaltet neben zwei Rasenplätzen und einem Kunstrasenplatz eine Kegelbahn, einen Volleyballplatz, Sportnebenflächen, eine Street-Soccer-Anlage und Radsporträume. Eine Flutlichtanlage sowie eine Laufbahn sind nicht vorhanden.

## Personen von besonderer Bedeutung
- Otto Werkmeister begann 1957 seine Trainerlaufbahn bei der BSG Chemie. Zwischen 1959 und 1966 trainierte er den Oberligisten SC Chemie Halle.
- Heinz Marciniak war bis 1954 Torwart bei Chemie Bitterfeld. Über den SC DHfK Leipzig kam er 1955 zum SC Dynamo Berlin, wo er für kurze Zeit in der Oberliga spielte.